# Tetralicia ericae
Tetralicia ericae es un hemíptero de la familia Aleyrodidae, con una subfamilia: Aleyrodinae.
Fue descrita científicamente por primera vez por Harrison en 1917.